# (254422) Henrykent
(254422) Henrykent est un astéroïde de la ceinture principale.

## Description
(254422) Henrykent est un astéroïde de la ceinture principale. Il fut découvert le 9 novembre 2004 à Mauna Kea par Paul Wiegert et Amanda Papadimos. Il présente une orbite caractérisée par un demi-grand axe de 3,22 UA, une excentricité de 0,12 et une inclinaison de 4,2° par rapport à l'écliptique.

## Compléments